# Frieda Fromm-Reichmann Cottage
Le Frieda Fromm-Reichmann Cottage est un cottage américain à Rockville, dans le Maryland. Ancien domicile de la psychanalyste Frieda Fromm-Reichmann, il est classé National Historic Landmark depuis le 13 janvier 2021.